# Patrick Martin
Patrick Martin (n. 19 august 1923, Louisville⁠(d), New York, SUA – d. 21 aprilie 1987, Massena⁠(d), New York, SUA) a fost un bober ce a reprezentat Statele Unite ale Americii, medaliat olimpic. A participat la 2 ediții ale Jocurilor Olimpice (1948, 1952) în care a câștigat o medalie de aur și două medalii de argint.